# Tunisiens Davis Cup-lag
Tunisiens Davis Cup-lag styrs av Tunisiens tennisförbund och representerar Tunisien i tennisturneringen Davis Cup, tidigare International Lawn Tennis Challenge. Tunisien debuterade i sammanhanget 1982, och har bland annat spelat Europa-Afrikagruppens Grupp III.